# Bruno Giorgi (scultore)
Bruno Giorgi (Mococa, 13 agosto 1905 – Rio de Janeiro, 7 settembre 1993) è stato uno scultore brasiliano.

## Biografia

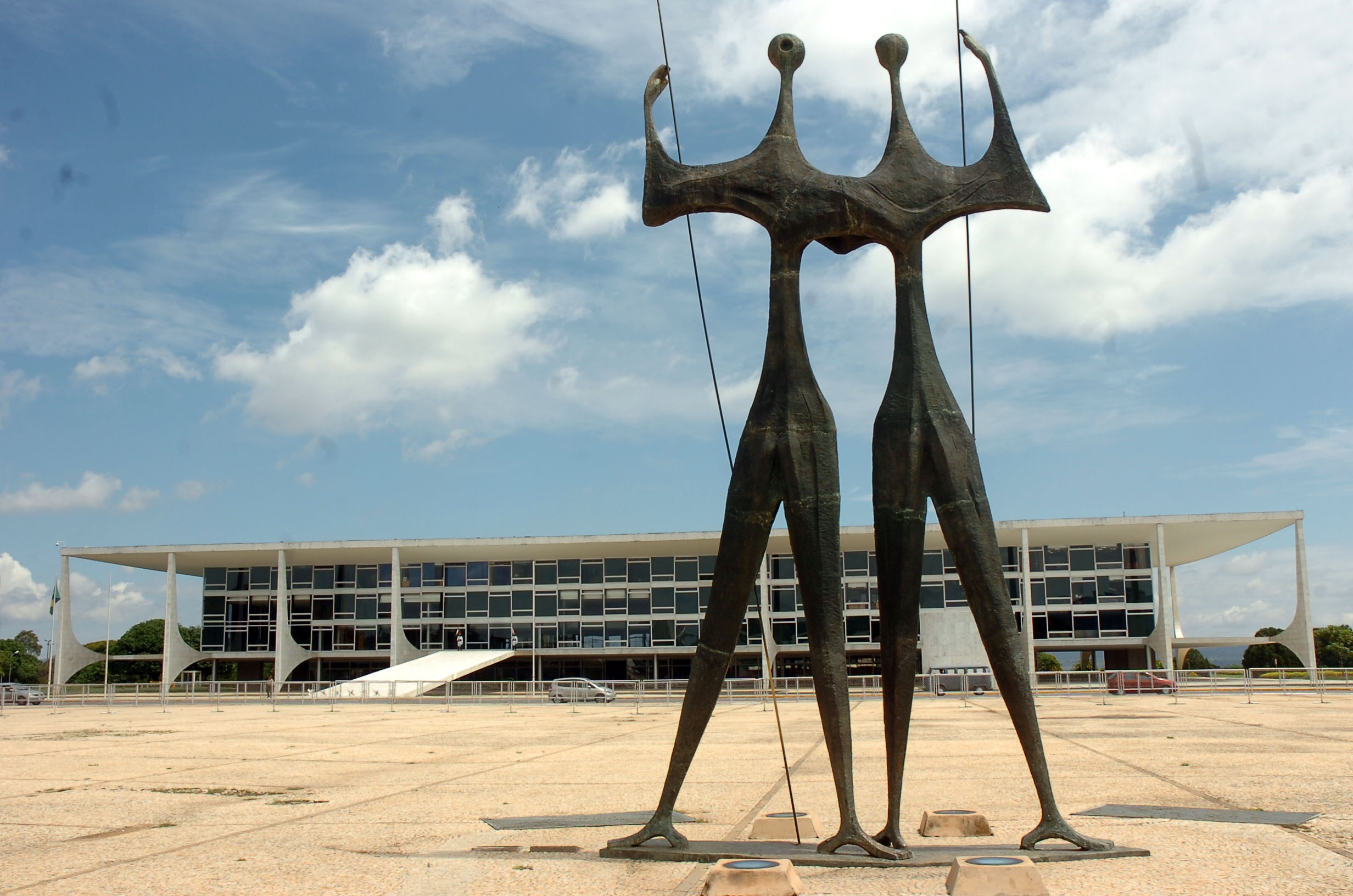
Dois Candangos, 1960.

Figlio di immigrati italiani, nel 1911, all'età di sei anni, tornò a Roma con la famiglia. Studiò disegno e scultura essendo in estate ospitato dalla grande bottega artigiana dei parenti di Ferentino, le fornaci Giorgi. Partecipò ai movimenti antifascisti e fu condannato dal regime a sette anni di carcere; sposò a Ponza Giuliana Segre. Grazie all'intervento dell'ambasciatore brasiliano in Italia, fu estradato verso il Brasile dopo quattro anni.
Riuscì però a fermarsi a Parigi, dove nel 1937 frequentò l'Accademia della Grande Chaumière e "Ranson", e conobbe Aristide Maillol, Henry Moore, Marino Marini e Charles Despiau.
Nel 1939, allo scoppio della guerra, rientrò a San Paolo dove lavorò con artisti del "Gruppo Santa Helena" e del gruppo "Famiglia Artistica Paolista".
Nel 1943 trasferì il proprio atelier a Rio de Janeiro
I suoi lavori sono esposti in numerosi luoghi del Brasile.